# 若きいのちの日記
『若きいのちの日記』（わかきいのちのにっき）は、大島みち子のノンフィクション作品、及びそれを原作としたドラマ化作品である。

## 概要
往復書簡集の河野実/大島みち子の『愛と死をみつめて』（大和書房、1963年12月）の大島みち子の日記を書籍にしたもの。1964年1月、大和書房から刊行された。
『愛と死をみつめて』が、ラジオドラマ、テレビドラマ、映画、レコードになり、大ベストセラーになって『若きいのちの日記』が取り残された感じを与えたが、本来『愛と死をみつめて』をA版とするならば、『若きいのちの日記』はB版に相当するものである。実際、青山和子が唄いコロムビアレコードからリリースされ、1964年の日本レコード大賞にもなった『愛と死をみつめて』のB面は「若きいのちの日記」になっている。ドラマ化、映画化に当たっては、シナリオライターや監督（演出）、主演者などは、『愛と死をみつめて』から河野実（マコ）と大島みち子（ミコ）の二人の愛の流れをたどるが、ミコの内面を描く資料としては『若きいのちの日記』を重要参考にしている。
内容は不治の病軟骨肉腫に冒された大島みち子が、恋人河野実に再会した1962年7月22日から翌年6月26日までの、約1年間の死の淵からの叫びを綴っている。この中に死後有名になった「病院の外に健康な日を三日ください」の詩は、亡くなる四か月前の4月10日に書かれている。
『若きいのちの日記』の注釈は経緯を熟知している河野実が書いている。
1964年だけで 『愛と死をみつめて』が125万部、『若きいのちの日記』は80万部で、2冊合わせて200万部突破の、当時史上空前の大ベストセラーを記録した。
『若きいのちの日記』は『愛と死をみつめて』では分からなかった、ミコの闘病生活や心の葛藤が綴られており、才媛大島みち子の内面、人間性、家族や友人関係を知ることができる。

## TVドラマ

### 1969年版
1969年8月11日～10月3日にTBS系列「花王 愛の劇場」枠にて放送された。

#### キャスト
- 島かおり
- 高橋長英
- 中村俊一

#### スタッフ
- 脚本：高岡尚平

### 1978年版
1978年7月30日、8月6日にTBS系「東芝日曜劇場」枠にて前、後編二話構成で放送された。
なお、1964年4月12日と4月19日の2週に渡って、同枠で放送された「愛と死をみつめて」でかつて、みち子（ミコ）役を演じた大空眞弓がみち子の母を、そして恋人である実（マコ）役を演じた山本学がみち子の主治医とそれぞれ演じている。

#### キャスト
- みち子：大竹しのぶ
- みち子の母：大空眞弓
- みち子の主治医：山本学
- まこと：江藤潤
- 奈良岡朋子
- 下元勉

#### スタッフ
- 演出：高畠豊
- 脚本：稲葉明子

## 前後番組
| TBS系列 花王 愛の劇場                                     | TBS系列 花王 愛の劇場                      | TBS系列 花王 愛の劇場                             |
| 前番組                                                    | 番組名                                     | 次番組                                            |
| --------------------------------------------------------- | ------------------------------------------ | ------------------------------------------------- |
| 新妻鏡 （1969.6.16 - 1969.8.8）                           | 若きいのちの日記 （1969.8.11 - 1969.10.3） | 古都の雨 （1969.10.6 - 1969.11.14）               |
| TBS系列 東芝日曜劇場                                      |                                            |                                                   |
| 新世界裏町・妹よ泣くな （1978.7.23） ※毎日放送（MBS）制作 | 若きいのちの日記 （1978.7.30 - 1978.8.6）  | スパイスの秋 （1978.8.13） ※北海道放送（HBC）制作 |